# Bar do Sujinho

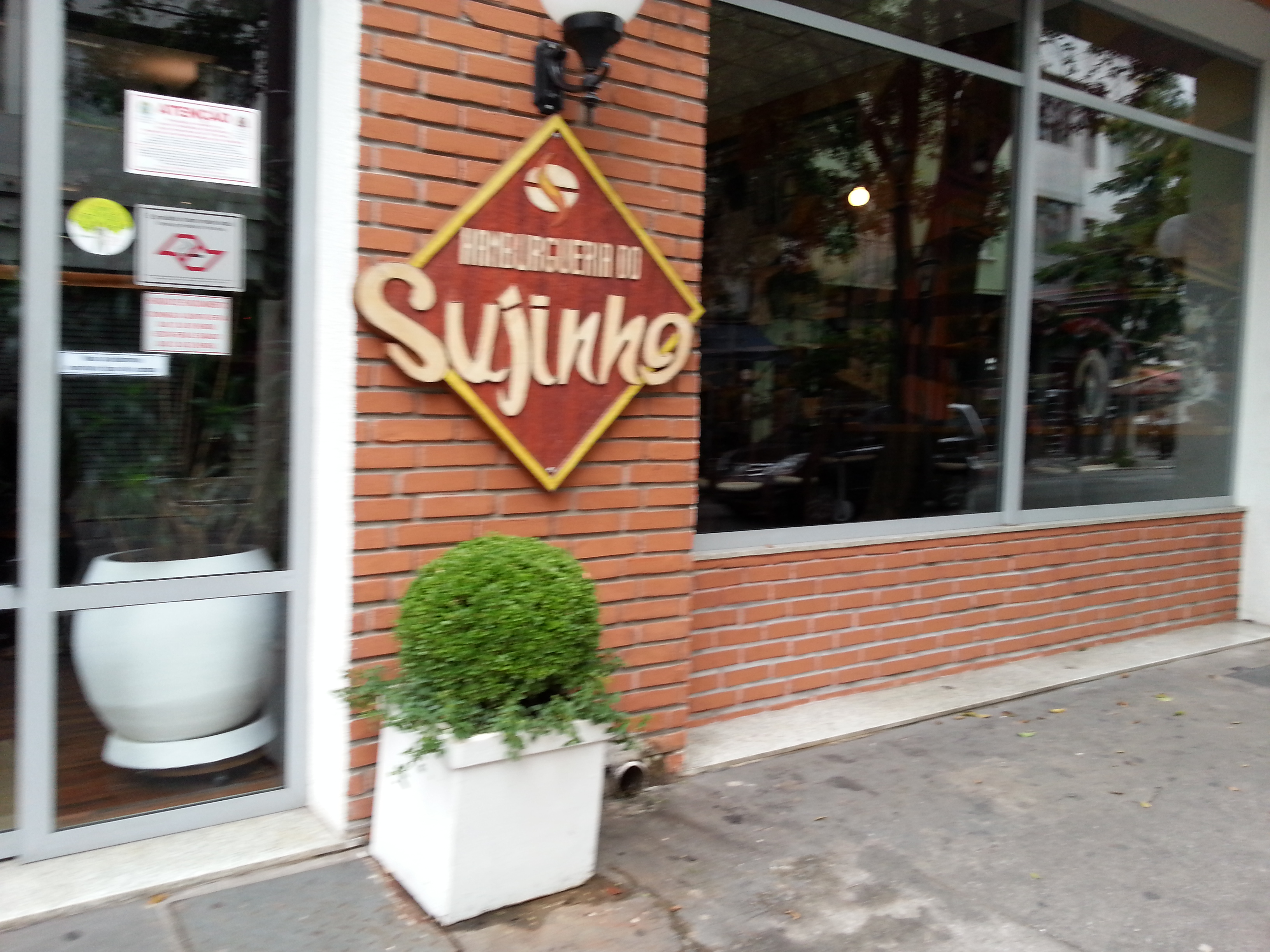
Faxada da Hamburgueria do Sujinho

Bar do Sujinho, chamado anteriormente de Bar das Putas, é um bar e restaurante localizado na Rua da Consolação, 2078, na esquina com a Rua Maceió, no bairro de Higienópolis, em São Paulo.

## História
O Bar das Putas foi fundado na década de 20 por portugueses. Ganhou este nome por ser frequentado por trabalhadoras do sexo. O bar estava localizado próximo dos antigos estúdios da TV Record, era frequentado por jornalistas, estudantes da USP e artistas da Jovem Guarda, como Erasmo Carlos e Wanderléa. Foi apelidado de Sujinho pelos frequentadores como uma alusão às condições do local. O bar também servia como armazém, e lá era vendido desde cachaça a máquinas de barbear.
Em 1984, o bar foi comprado por Manuel Afonso da Rocha, que oficializou o nome Sujinho. O local ganhou um tino comercial e passou por restaurações. Em 2016 contava com três filiais e uma loja de hambúrgueres, a Hamburgueria do Sujinho. A comida de seu cardápio que mais fazia sucesso era a bisteca de boi, servida desde sua criação. Em 1994, o então candidato a presidência Luiz Inácio Lula da Silva reclamou após pagar mais de US$ 60,00 em churrascaria em Nova Iorque, afirmando que “A bisteca do Sujinho é muito melhor”. Após sua popularização, houve um grande aumento de preços no cardápio. Ele foi um ponto de encontro para hippies, intelectuais, militantes de esquerda e artistas.

## Condecorações
Em 2019, o Datafolha elegeu o Bar do Sujinho junto com o Bar do Veloso como melhores bares para comer em São Paulo.